# Interlachen (Florida)
Interlachen es un pueblo ubicado en el condado de Putnam en el estado estadounidense de Florida. En el Censo de 2010 tenía una población de 1.403 habitantes y una densidad poblacional de 84,69 personas por km².

## Geografía
Interlachen se encuentra ubicado en las coordenadas 29°37′20″N 81°53′41″O / 29.62222, -81.89472. Según la Oficina del Censo de los Estados Unidos, Interlachen tiene una superficie total de 16.57 km², de la cual 15.23 km² corresponden a tierra firme y (8.08%) 1.34 km² es agua.

## Demografía
Según el censo de 2010, había 1.403 personas residiendo en Interlachen. La densidad de población era de 84,69 hab./km². De los 1.403 habitantes, Interlachen estaba compuesto por el 79.26% blancos, el 7.27% eran afroamericanos, el 0.71% eran amerindios, el 0.29% eran asiáticos, el 0.07% eran isleños del Pacífico, el 9.69% eran de otras razas y el 2.71% pertenecían a dos o más razas. Del total de la población el 24.95% eran hispanos o latinos de cualquier raza.